# Onze-Lieve-Vrouw-van-de-berg-Karmelkerk (Berchem)

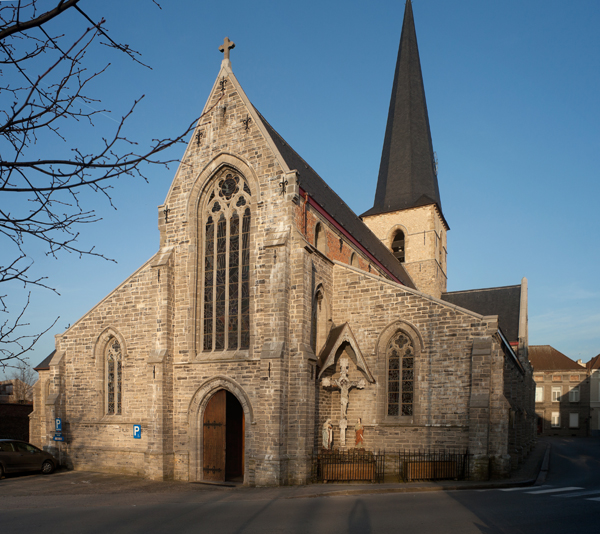
Onze-Lieve-Vrouw van de berg Karmelkerk

De Onze-Lieve-Vrouw-van-de-berg-Karmelkerk is de parochiekerk van de tot de Oost-Vlaamse gemeente Kluisbergen behorende plaats Berchem, gelegen aan Stationsstraat 1.

## Geschiedenis
Het patronaatsrecht van deze kerk behoorde toe aan de Abdij van Saint-Thierry nabij Reims, en later aan de aartsbisschop van Reims.
Begin 12e eeuw werd een kerk gebouwd op een wat hogere rug langs de Schelde. Enkele restanten uit de 13e eeuw zijn bewaard gebleven. In de 16e eeuw werd de kerk verbouwd in de trant van de Scheldegotiek. Er werd een vierkante toren en een driebeukig schip gebouwd, en in 1761 werd mogelijk een nieuwe klokkengeleding gebouwd. Van 1876-1880 werd de kerk verlengd met één travee, en de zijbeuken werden verbreed, dit alles naar ontwerp van Auguste Van Assche.
Op 31 oktober 1918 brandde de kerk uit ten gevolge van oorlogshandelingen. Herbouw vond plaats in 1923.

## Gebouw
Het betreft een driebeukige basilicale kruiskerk met vieringtoren. Als materiaal werd voornamelijk Doornikse hardsteen aangewend, terwijl voor het 16e-eeuwse deel ook rode baksteen werd gebruikt.

## Interieur
Het kerkmeubilair is neogotisch en stamt uit de jaren na 1923.
Noemenswaardig is het eerder kleine maar degelijke pijporgel van orgelbouwer Patrick Collon uit 1981.

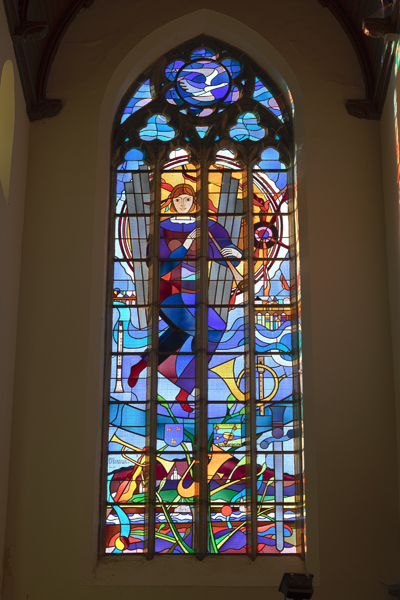
Raam van Jan Leenknegt
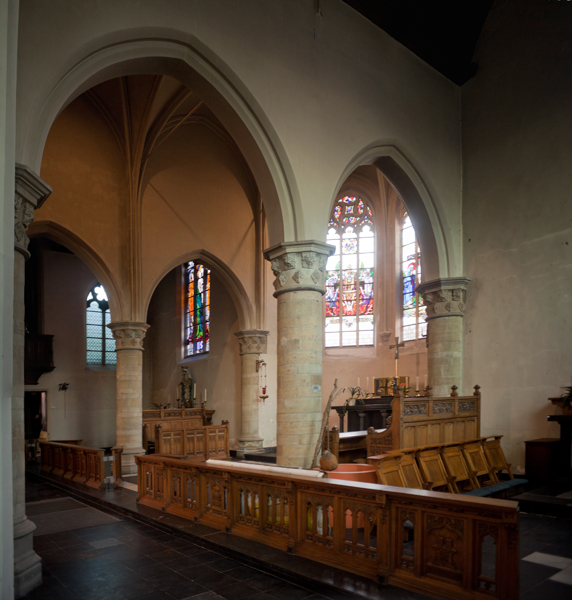
Interieur
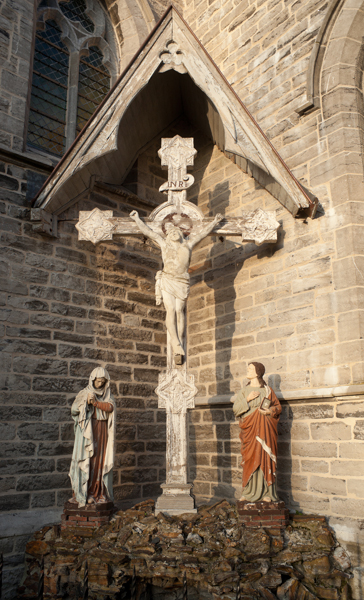
Calvarie
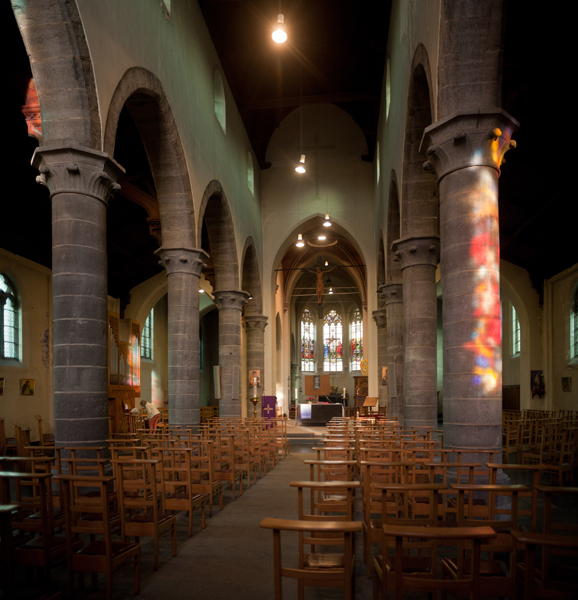
Interieur
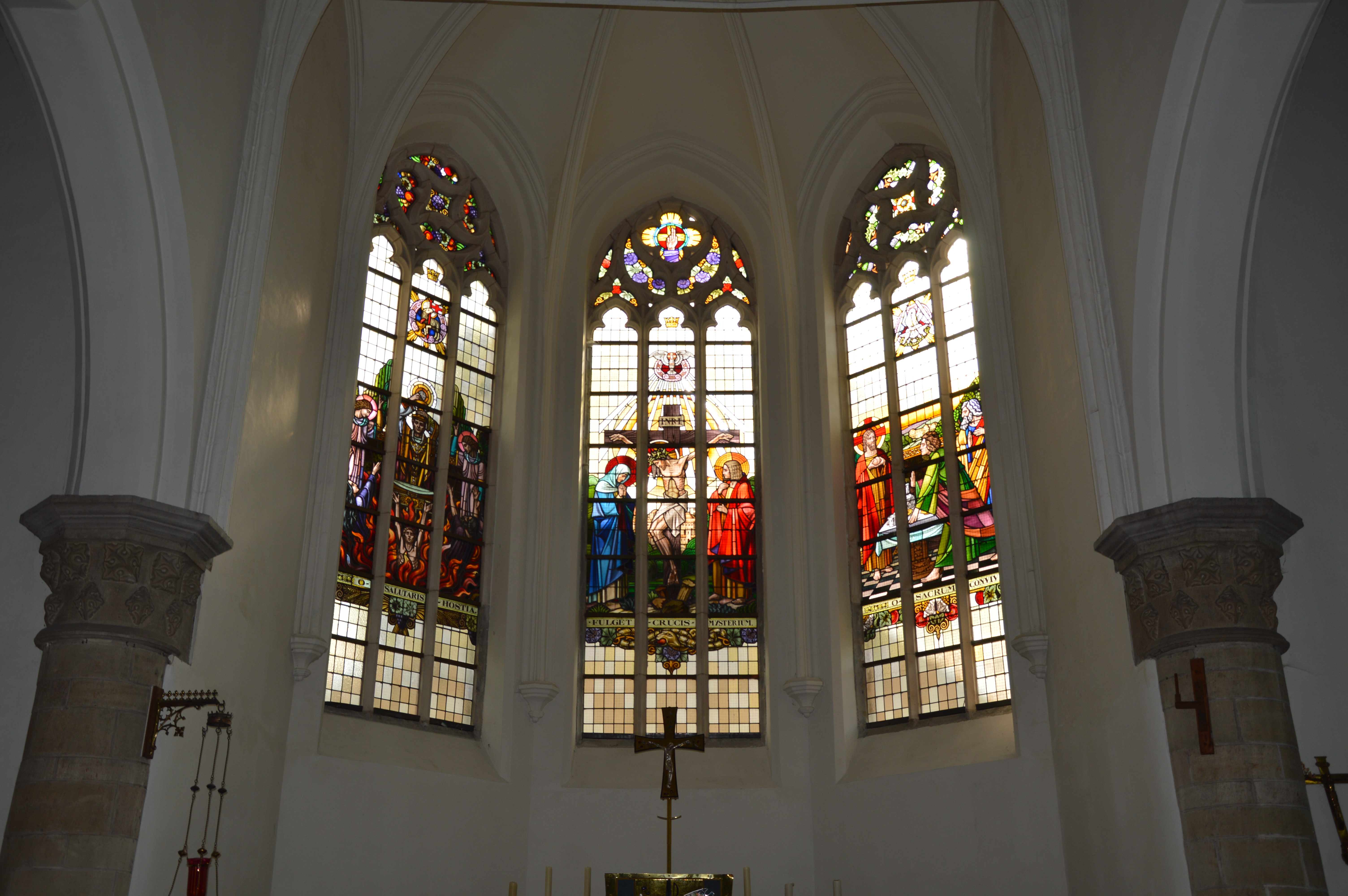
Detail van de Onze-Lieve-Vrouw-van-de-berg-Karmelkerk te Berchem, Kluisbergen (2023)